# Белорусский торгово-экономический университет потребительской кооперации
Белорусский торгово-экономический университет потребительской кооперации (БТЭУ ПК) (бел. Беларускі гандлёва-эканамічны ўніверсітэт спажывецкай кааперацыі) — высшее учебное заведение в Белоруссии в городе Гомеле.

## Общие сведения
Университет является аккредитованным крупным образовательным и научно-исследовательским центром республиканского и международного значения с более чем 50-летней историей. За это время для национальной экономики Белоруссии и зарубежных стран подготовлено более 44 тыс. специалистов.
Белорусский торгово-экономический университет потребительской  кооперации учреждён Белорусским республиканским союзом потребительских обществ (Белкоопсоюзом), который определён в перечне государственных организаций, подчинённых Совету Министров Республики Беларусь.
БТЭУ ПК по статусу — государственное учреждение высшего образования, имеет специальное разрешение (лицензию) Министерства образования Республики Беларусь на право осуществления образовательной деятельности. УО "БТЭУ ПК" и его выпускники имеют льготы, аналогичные льготам, предоставляемым выпускникам и учреждениям высшего образования государственной формы собственности.
Университет имеет свидетельство о государственной регистрации в качестве научной организации.
С 2010 года в университете действует сертифицированная система менеджмента качества образования, отвечающая требованиям СТБ ISO 9001-2009. В 2014 году в университете успешно проведён инспекционный контроль сертифицированной системы менеджмента качества университета. В 2016 году университет успешно осуществил переход действующей системы менеджмента качества университета на новую версию стандарта СТБ ISO 9001-2015, прошел очередную сертификацию и первым среди учреждений образования в Республике Беларусь получил сертификат соответствия по требованиям нового стандарта (№ BY/112 05.01. 077 02256, дата подтверждения: 10.12.2016, орган по сертификации – УО «Белорусский институт повышения квалификации и переподготовки по стандартизации, сертификации и управлению качеством»).
В БТЭУ ПК осуществляется подготовка по 14 специальностям, в том числе по 4 направлениям специальностей и 22 специализациям I ступени образования и 19 специальностям II ступени высшего образования обучающихся в очной (дневной), в очной (вечерней), в заочной, в заочной (дистанционной) формах получения образования.

## История

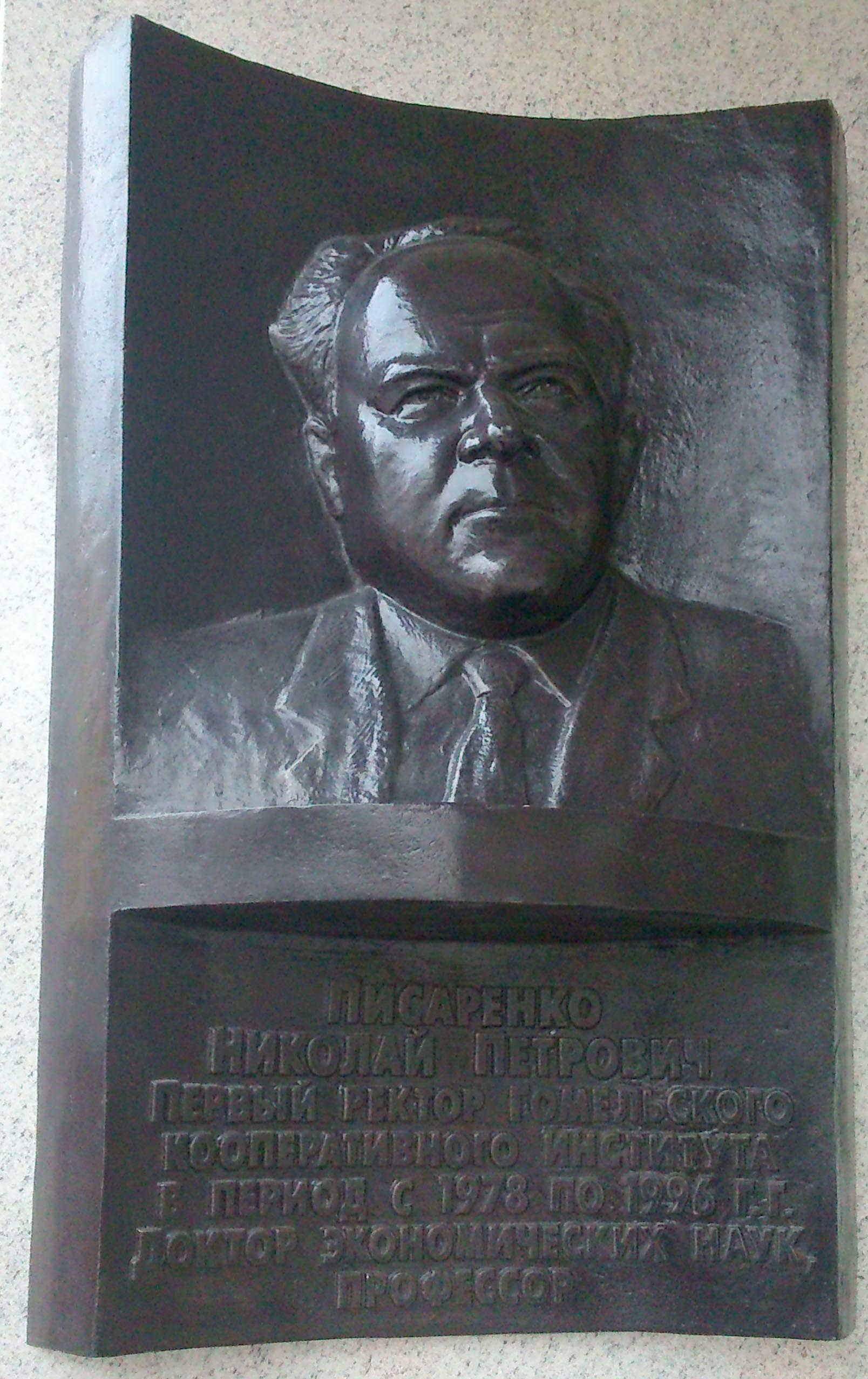
Писаренко Н.П. - первый ректор УО "БТЭУ ПК"

В 1964 году в городе Гомеле был открыт учебно-консультационный пункт Московского кооперативного института Центрального союза потребительских обществ СССР. На его базе, в 1968 году, открылся заочный факультет Московского кооперативного института. В 1975 году он был преобразован в Гомельский филиал Московского кооперативного института.
29 июня 1979 года Гомельский филиал получил статус самостоятельного учебного заведения – Гомельский кооперативный институт Центросоюза.
В 1992 году в связи с прекращением деятельности Центросоюза СССР Гомельский кооперативный институт был передан в ведение Белорусского кооперативного союза потребительской кооперации. В 1993 году был определён как базовое учебное заведение в системе кооперативного образования Белоруссии, включающее также шесть учебно-производственных комплексов "ПТУ-техникум" и одно училище. В 2001 году Гомельский кооперативный институт успешно прошел аттестацию на соответствие учебному заведению университетского типа и в этом же году был переименован в Учреждение образования «Белорусский торгово-экономический университет потребительской кооперации».
В ноябре 2011 года университет успешно прошел государственную аккредитацию университета.
Постановлением от 1 октября 2014 года № 936 Совета Министров РБ за значительный вклад в подготовку высококвалифицированных специалистов для организации потребительской кооперации и народного хозяйства УО "БТЭУ ПК" награждён Почетной грамотой Совета Министров Республики Беларусь.

## Структура университета
В настоящее время БТЭУ ПК — это научно-образовательный комплекс.
На I ступени получения высшего образования осуществляется подготовка по 12 специальностям очной и заочной (в том числе дистанционной) формах получения образования. Действует программа получения высшего образования, интегрированная со средним специальным образованием, позволяющая сократить срок обучения на один год. В университете имеется возможность получения второго и последующего высшего образования. В БТЭУ ПК активно развивается дистанционная форма подготовки кадров: с 2009 года – на курсах повышения квалификации для руководителей и специалистов потребительской кооперации, с 2014 года в заочной дистанционной форме реализуются полноценные образовательные программы I ступени высшего образования, а с 2016 года – II ступени высшего образования (магистратура).
На II ступени получения высшего образования осуществляется подготовка по семи специальностям научно-ориентированной магистратуры и 12 специальностям практико-ориентированной магистратуры экономического и управленческого профиля.
Структура университета включает три факультета:
- экономики и управления
- учётно-финансовый
- коммерческий

Кроме них действуют факультет повышения квалификации и переподготовки, отдел международных связей, отдел дистанционных образовательных технологий и инноваций, отдел аспирантуры, отдел профессиональной ориентации молодёжи, отдел координации научных программ и проектов.

## Международная деятельность
БТЭУ ПК имеет двусторонние договоры о сотрудничестве с более чем 50 учебными заведениями и научными центрами из 15 государств. Приоритетным направлением работы университета в области международного сотрудничества является подготовка специалистов для зарубежных стран. Обучение иностранных граждан университет осуществляет с 2005 года. За этот период диплом о высшем образовании получили более 150  иностранных граждан из 15 стран мира: Азербайджана, Алжира, Бангладеш, Индии, Молдовы, Казахстана, Нигерии, Пакистана, России, Сирии, Таджикистана, Туркменистана, Украины, Шри-Ланки, Эфиопии .
Большое внимание в БТЭУ ПК уделяется воспитательной и культурно-досуговой работе с иностранными студентами, здоровому образу жизни, физкультуре и спорту. Среди иностранных граждан 2 студента имеют звание мастера спорта и 6 студентам присвоен разряд кандидата в мастера спорта. Имеющаяся спортивная база позволяет с успехом проводить соревнования различных уровней.
Университет обладает хорошо оснащенной материальной базой с целью создания необходимых условий для проживания иностранных студентов, а также для организации их быта и свободного времени. Все иностранные обучающиеся обеспечены местами в общежитиях.
Расширению международного сотрудничества способствует участие БТЭУ ПК в образовательных проектах Европейского союза: ERASMUS MUNDUS, ERASMUS+. Эти проекты позволяют развивать академическую мобильность студентов и сотрудников с целью приобретения и внедрения передового международного опыта, расширения профессиональных знаний и навыков, обсуждения, разработки и реализации проектных идей, укрепления имиджа университета как в стране, так и за рубежом.
Студенты БТЭУ ПК имеют возможность обучаться, а преподаватели проходить стажировку в европейских университетах Болгарии, Великобритании, Греции, Латвии, Польши, Португалии, Франции, Чехии, Швеции, Эстонии.
В университете созданы необходимые условия, чтобы иностранные студенты могли получать образование на уровне международных стандартов.
Программа «Двух-трёх дипломов» предоставляет студенту возможность изучить в рамках своей специальности точку зрения образовательных систем нескольких государств и получить два (три) диплома с Европейским приложением.
Являясь студентом БТЭУ ПК, иностранные граждане наряду с гражданами Белоруссии могут начать свою международную карьеру и по окончании университета получить два или три диплома – белорусского и европейских университетов:
- диплом специалиста УО «Белорусский торгово-экономический университет потребительской кооперации» (Белоруссия);
- диплом бакалавра с присвоением степени бакалавра Varna University of Management (VUM)  (Болгария)[24] ;
- диплом бакалавра с присвоением степени бакалавра Cardiff Metropolitan University (Великобритания).

БТЭУ ПК активно развивает международное сотрудничество с ведущими вузами Российской Федерации. В рамках заключённых соглашений о мобильности студенты БТЭУ ПК могут пройти курс включённого обучения с получением соответствующего сертификата в зарубежных университетах Российской Федерации:
- Белгородском университете кооперации, экономики и права;
- Российском университете кооперации;
- Санкт-Петербургском политехническом университете Петра Великого.

## Известные выпускники
Среди выпускников университета есть руководители производственных предприятий и общественных организаций, политические деятели Беларуси.
- Артюшенко Евгений Антонович - депутат Палаты представителей Национального собрания Республики Беларусь IV созыва , председатель Постоянной комиссии по денежно-кредитной политике и банковской деятельности[25].
- Жидков Олег Николаевич - председатель Белпищепрома [26][27].
- Наумчик Алла Александровна - ректор БТЭУ ПК с 2002 года по 2012 год, с 2012 депутат Палаты представителей Национального собрания Республики Беларусь V созыва, заместитель председателя Постоянной комиссии по вопросам экологии, природопользования и чернобыльской катастрофы[28].
- Нижевич Людмила Ивановна - заместитель министра сельского хозяйства и продовольствия Республики Беларусь[29].
- Тризно Андрей Викторович - начальник главного финансового управления Управления делами Президента Республики Беларусь[30].
- Чекан Светлана Владиславовна - депутат Палаты представителей Национального собрания Республики Беларусь V созыва, член Постоянной комиссии Палаты представителей Национального собрания Республики Беларусь по вопросам экологии, природопользования и чернобыльской катастрофы[31].